# ورخنیایا بارابانوفکا
ورخنیایا بارابانوفکا (انگلیسی: Verkhnyaya Barabanovka) یک شهرک در شهرستان یانائولسکی استان باشقیرستان کشور روسیه است.